# Enharmonia
Enharmonia – cecha systemu równomiernie temperowanego, polegająca na możliwości zapisania jednego dźwięku na kilka sposobów, np. dźwięk c może być zapisany jako deses lub his.
Dźwięki o różnej nazwie i pisowni, ale tym samym brzmieniu nazywa się dźwiękami enharmonicznymi lub enharmonicznie równymi.
Enharmonia oraz system równomiernie temperowany umożliwiają rozróżnienie: półtonu diatonicznego i chromatycznego oraz całego tonu diatonicznego i chromatycznego.
Z enharmonią wiąże się pojęcie gam enharmonicznych – są to gamy o identycznym brzmieniu, ale różnej notacji muzycznej. Enharmoniczne zamienianie gam czy dźwięków ma przede wszystkim znaczenie praktyczne, ułatwiające odczyt nut w tonacjach, które znajdują się na dalszym miejscu w kole kwintowym, a tym samym mają większą liczbę znaków przykluczowych. W harmonii klasycznej zamiana enharmoniczna dźwięku wymuszana była koniecznością przestrzegania zasad połączeń harmonicznych.